# Milan Nosić
Milan Nosić (ur. 5 lipca 1946 w miejscowości Radišići) – chorwacki językoznawca, kroatysta i bohemista. Piastuje stanowisko profesora na Wydziale Filozoficznym Uniwersytetu w Rijece.
Studiował kroatystykę i bohemistykę na Wydziale Filozoficznym Uniwersytetu Zagrzebskiego. Dyplom uzyskał w 1970 roku. W 1980 r. obronił pracę magisterską Akcenatska tipologija imenica muškoga roda na Wydziale Filozoficznym Uniwersytetu Zagrzebskiego. Doktoryzował się w 1988 r. na podstawie rozprawy Antroponimija zapadne Hercegovine.
W latach 1995–2009 organizował spotkania filologiczne na temat języka i literatury oraz redagował i wydawał czasopismo „Riječ”. W swoim dorobku ma 14 książek.

## Wybrana twórczość
- Josip Završnik (1991)
- Hrvatski obratni prezimenar (1995)
- Gajev preteča: Josip Završnik i njegovo djelo (1997)
- Češko-hrvatski rječnik (2000)